# Areca torulo
Areca torulo är en enhjärtbladig växtart som beskrevs av Odoardo Beccari. Areca torulo ingår i släktet Areca och familjen Arecaceae. Inga underarter finns listade i Catalogue of Life.